# St. Julian's
St. Julian's (em maltês, San Ġiljan) é uma cidade de Malta, localizada na ilha homônima, ao norte da capital do país, Valeta.
Com uma área de apenas 1,6 km², possui uma população de 10.232 habitantes. Um de seus atrativos é a presença de restaurantes, clubes noturnos e discotecas, que permanecem em atividade durante a madrugada, além da rede hoteleira - todos concentrados na região de Paċeville.

## Galeria de imagens

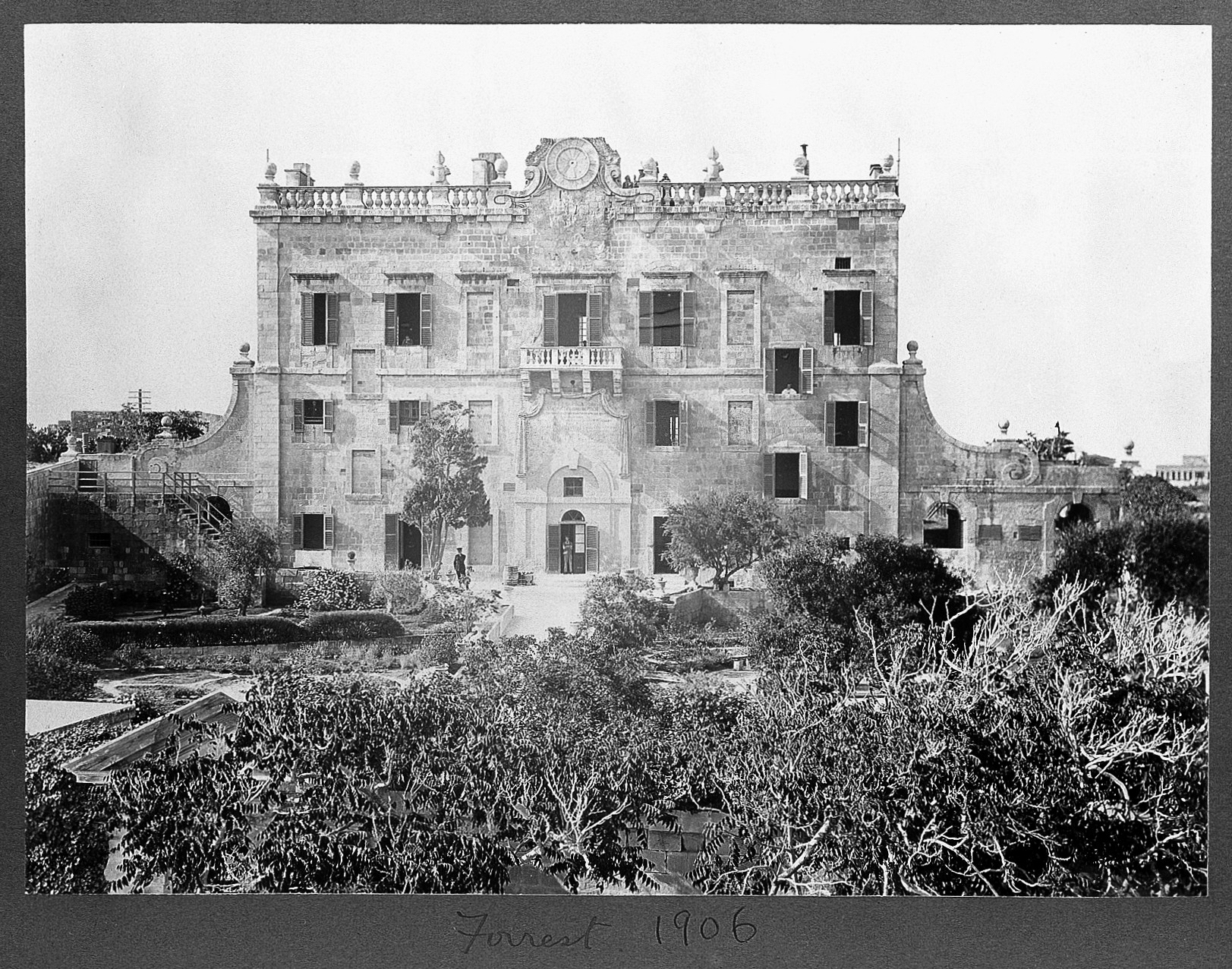
Palácio de Spinola, em 1906.
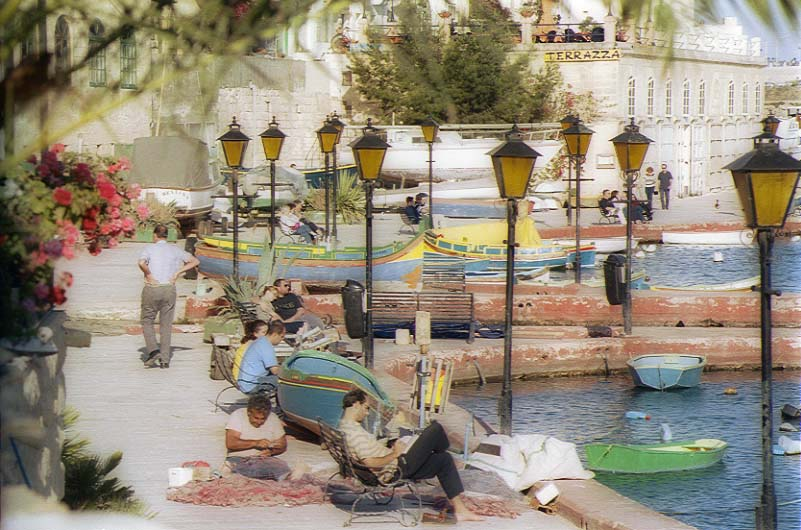
Baía de Spinola, um dos pontos turísticos de St. Julian's.